# Ahmad Ali al-Muwawi
Ahmad Ali al-Muwawi (ur. 1897, zm. 1979) – egipski dowódca wojskowy w stopniu generała majora służący w Egipskich Siłach Zbrojnych.
W 1916 roku al-Muwawi ukończył Akademię Wojskową. Otrzymał awans na majora i podjął służbę jako szef wydziału szkoleń operacji wojskowych. W 1945 roku awansował na brygadiera i objął dowództwo 4 Brygady Piechoty. W 1947 roku objął dowództwo nad Dywizją Piechoty. Wraz z intensyfikacją starć żydowsko-arabskich podczas Wojny domowej w Mandacie Palestyny przeniósł swoją siedzibę do Al-Arisz, gdzie stacjonował ze swoją dywizją.
W dniu 14 maja 1948 roku otrzymał awans na generała majora i został mianowany dowódcą południowego sektora w egipskim obszarze działań w Palestynie. Dowodził korpusem ekspedycyjnym składającym się z pięciu batalionów piechoty (10 tys. żołnierzy), batalionu pancernego (czołgi Mark VI i Matilda Mk II), dwóch batalionów artylerii, batalionu karabinów maszynowych i jednostek wsparcia. Od samego początku I wojny izraelsko-arabskiej był pesymistycznie nastawiony do jej wyniku. Swoimi obawami podzielił się z ministrem obrony Muhammadem Hajdarem, mówiąc mu, że jego żołnierze nie są przygotowani do zbliżającej się wojny z Żydami. Gdy egipska armia zaczęła ponosić porażki, al-Muwawi został 11 listopada 1948 roku odwołany ze stanowiska.